# 日本の首都
この項では、日本の首都（にほんのしゅと、にっぽんのしゅと）について解説する。
現在、日本の首都は東京都と認識されている。現行の法令には「首都圏」の定義は存在するが（首都圏整備法）「首都」についての定義はなく、また過去においても「首都」という明治以前には一般的でなかった語と伝統的な用語である「都」「京」との関係について明確にされたことがなく、「日本の首都」という語そのものについて議論がある。

## 概要
日本の法令で初めて「首都」の語を用いたのは1950年（昭和25年）に制定された「首都建設法」（昭和25年法律第219号）だが、同法は1956年（昭和31年）に廃止されており、現行の法令で「首都」について直接的な表現を用いて定めるものはない。同法の第12条には「東京都が国の首都であることにかんがみて」とあり、東京都が首都であると明記されていた。
首都建設法を引き継いだ「首都圏整備法」（昭和31年法律第83号）では、「東京都の区域及び政令で定めるその周辺の地域を一体とした広域」を首都圏と定めている（2条）。同条の「政令で定めるその周辺の地域」とは、埼玉県、千葉県、神奈川県、茨城県、栃木県、群馬県及び山梨県の区域である（首都圏整備法施行令1条）。
2018年（平成30年）2月には衆議院議員逢坂誠二の質問に対し、「首都を東京都であると直接規定した法令はないが、東京都が日本の首都であることは、広く社会一般に受け入れられているものと考えている」と日本国政府としての公式見解が示されている。
以上のような認識に対しては、多様な「首都」の認識に基づく異論もある（次節を参照）。

## 多様な「首都」の認識
日本では歴史上天皇による朝廷の下に、国際的には時に「日本国王」「日本国大君」とも称された征夷大将軍による幕府のような武家政権が存在したことや、東京と京都の両京制（東西両都）などの面から首都の議論があり、現在も法律上では「どの都市が首都であるか」という直接的な定義がなされていないため、「首都は現在の首都圏にある東京である」という意見の他、「現在も京都と東京という2つの首都が並存している」「京都が正式な首都である」等、様々な首都論・首都認識がある。

### 「首都」の意義
「首都」とは中央政府のある所、首府のことであるが、日本で「首都」という語が一般化したのは第二次世界大戦後のことであり、戦前から戦後しばらくまでは帝国全体の中心都市は「帝都」と呼称した。後述のように「都」（みやこ）の地位についての議論は東京奠都がなされた明治の頃から存在しており、旧都については旧皇室典範（昭和22年5月2日廃止）第11条では「卽位ノ禮及大嘗祭ハ京都ニ於テ之ヲ行フ」と規定され典憲の上で配慮されていた。旧来の「都」（みやこ）と「首都」との関係について用語面においては戦後しばらくまで「主都」「首邑」（プライメイトシティ）を「首都」と記述する事例も多く、明確な区別はなかった。「首都」という語の定義は、1950年（昭和25年）の「首都建設法」の発布以来に同法に謳われる「首都」の意で一般的に普及している。
元来での日本の首都機能を有する「都=みやこ」は有史以来、天皇の遷都宣言に基づき、天皇が御座し政治を行う地として遷都が行われてきた。794年12月4日（延暦13年11月8日）に桓武天皇によって平安京（現在の京都府京都市中心にあたる）への遷都が行われて以来、遷都に関する宣言は出されておらず、また大日本帝国憲法を始めとした旧法令や日本国憲法を始めとした現行法令のいずれにおいても、「日本の都が何処であるか」という点については謳われていない。なお、山城国、大和国、摂津国、河内国、和泉国（京都府の一部、奈良県、大阪府、兵庫県の一部）は併せて畿内（「畿」はかきね・門の内側。転じて、天子に直隷する帝都から五百里以内の土地を意味する）と呼ばれていた。現在でいう首都圏と同義である。
日本の現行憲法下においては「首都」を制定すべき法的要請はない。また首都を制定する法令もない。歴史的には「みやこ」が常に唯一であったわけでもなく、複都制が採られることがしばしばあった。日本の歴史的な慣例では、遷都がなされていない御座所は厳密には行宮とみなされる。こんにち「東京都が唯一の首都」と慣例的にみなされている根拠としては、「首都」という語が一般使用されるようになった戦後に発布された現行の日本国憲法において天皇が「象徴」として定義づけられており、その常座される都市として戦前の帝都の地位を引き継いでいる象徴的な「みやこ」とみなせること、国会（立法府）、首相官邸や中央省庁（行政府）、最高裁判所（司法府）という三権の最高機関が東京都の千代田区に所在することなど、一国の中心都市とみなせる内政上の外形を備えていることが挙げられる。平成11年11月4日東京都知事石原慎太郎の質問に対して、衆議院法制局長および参議院法制局長、内閣法制局長から示された回答においては、我が国の法令法律に定義は存在せず見解を示す立場に無いとされている。なお、国会召集の詔書には国会議事堂が所在する「東京に召集する」と書かれていることや静穏保持法別表第1で国会議事堂周辺地域を「東京都千代田区霞が関二丁目及び三丁目並びに同区永田町一丁目及び二丁目の区」と規定されていること、小型無人機等飛行禁止法第2条で国会議事堂を「国会に置かれる機関の庁舎であって東京都千代田区永田町一丁目又は二丁目に所在するもの」と規定されていることから、国会議事堂が東京都千代田区に所在することが前提になっている。また裁判所法第6条では「最高裁判所の所在地は東京都」と規定されていること、小型無人機等飛行禁止法第2条では最高裁判所の庁舎について「東京都千代田区隼町に所在するもの」と規定されていることから、最高裁判所が東京都千代田区に所在することが前提になっている。各国大使館などの外交部は東京に常設されており国際的に東京は日本の首都と認識されており、地図等に解説なく日本の首都として東京を図示するものが多い。
国内の統計等では23の特別区（23区、いわゆる東京都区部）が「東京」という1都市であるかのように扱われることが多く、一般にも東京都のうち23区を東京都区部、その他の市町村を多摩地域や東京都島嶼部（いわゆる東京都下）と区別することもあるが、これは23区が旧東京市に相当すること、あるいは警視庁が戦後の一時期都区部のみを管轄し国家地方警察東京都本部（三多摩地区担当）や三鷹や立川などの自治体警察に分割されていた記憶に由来するもので、（東京消防庁を除き）23区を一体として自治権や行政権を担任する単位は存在しない。但し東京都を管轄する警視庁の長官たる警視総監の「任免」は都公安委員会の同意のほか「内閣総理大臣の承認を得たうえで」国家公安委員会が行うものとされており、他の道府県警察本部長の任免に内閣総理大臣の承認を要さない点で違いが設けられている（警察法49条）。
東京都に対して公式に用いられる英語名称は"Tokyo Metropolis"である。Metropolis自体にも法令上の定義は存在しないが、一般には「（周辺都市に対する）中核都市・主要都市」「母都市(mother city)」「首都」の語義で使用される。
2011年、当時の石原慎太郎東京都知事と橋下徹大阪府知事は、東京を「首都」、大阪を「副首都」とすることを目指す方針で合意をした。橋下は「副首都」について「東京から行政機関を移転するということではなく、副首都を担える行政機構、都市機能を整備していくということ」と説明した。

### 辞典による日本の首都
- 平安遷都など歴代の遷都をそのまま首都の移動とするもの[20]。
- 1869年（明治2年）に東京城（江戸城）が皇城（皇居）とされ太政官が東京に移されたことと、1871年（明治4年）に府県の順序で東京が第一とされたことで、東京が首都の地位を得たとするもの[21]。

### 天皇・都に注目したもの
- 「京都も東京も帝都だが、本来首都は京都であり、東京は施政の便宜上天皇がいる場所だ」というもの[22]。
- 東西の帝都である東京と京都が並立して首都とするもの[23]。
- 江戸時代の首都は将軍の任命が行なわれた京都であり、幕府があった鎌倉・江戸は首都ではなかったとするもの[24]。
- 首都移転は皇室の座所の移動（御動座）を伴うものだとするもの（1996年（平成8年）の総理大臣・橋本龍太郎の国会答弁[25]）。
- 「都」の字義は、天子の居住する集落であり、且つ宗廟があること[26][27]。

### 首都機能・武家政権に注目したもの
- 平氏政権による福原京の計画が平安京との複都構想だったとし、また鎌倉幕府の置かれた鎌倉が、京都と首都機能を分担した事実上の複都制であるとするもの[28]。
- 江戸時代初期に行われた大御所政治（駿府政権）では、外交や内政の指示など駿府が実質的な首都として機能した[29]。
- 江戸は中央政府の所在地として首都と意識されていたが、幕末に政治の中心となった京都が首都となり、更にそれが明治政府の置かれた東京に移ったとするもの[30]。
- 江戸時代に江戸は政治・行政の中心と認識され、首都として機能もし、外国人も江戸を首都と認識していたとするもの。1719年（享保4年）の朝鮮通信使・申維翰の『海遊録』によれば、都（首都）は初め大和にあり、その後豊臣秀吉が大坂に、次いで徳川家康が江戸に移したと認識されていたという[31]。

### 国会等に着目したもの
- 首都機能移転問題に関して1990年（平成2年）11月7日に政府機能の地方移転決議が衆参両院本会議で決議された。ここでは国会および政府機能の移転をおこなうべきとの決議がなされたが、皇居は移転の対象とはならず、そのため遷都ではないという認識であった[32]。また1992年（平成4年）に国会等の移転に関する法律が法制化された。
- 国会等の移転で移転対象と考えられているのは、国会、国会活動に関連する行政の中枢機能であり、皇居や、経済・文化など現在の首都東京が有する機能すべてではない。いわば首都東京の機能の一部を移転しようとするもので、首都移転とは異なる。1996年（平成8年）6月13日の衆議院国会等の移転に関する特別委員会において「私は、首都移転というつもりはありません。皇室に御動座をいただく意思はありません」「国会等の移転に関する法律に基づきます検討、それは首都移転あるいは遷都を前提として行われるものではありません」との内閣総理大臣橋本龍太郎の国会答弁がある[33]。
- 首都移転について国民主権の観点から一貫して論じているのは日本共産党の立場であるが、「国民主権の立場から国会の移転が首都の移転にあたる」と明確に提示しているものは確認できず、わずかに中島武敏は「日本の社会は国民主権の、そしてまた議会制民主主義の国でありまして、これは私見ですけれども、どういうところに首都を置くのが一番いいのかという一番の基本というのは、やはり国民の声が一番反映しやすいところ、何もないところに新しい都市をつくるというのではなくて、やはり大都市で、そしていろいろな国民の声が政府にも国会にも大いに反映する、請願も陳情も政府要請も国会要請も、それらがデモであったりあるいは集会であったりというようなことをいろいろ含むと思う」[34]と私見の形でその概略を述べるに留まる。東京都が平成11年に実施した「「国会等の移転に関する特別委員会」委員等に対する質問」に対する回答には、首都の定義の１つとして「国民主権の立場から、国会が置かれているところが首都である。」が採用されている[35]。

## 法的根拠
2024年（令和6年）現在、日本の首都を直接定める現行法令は存在しない。そこで、旧法、現行法及び慣習法の読み方によって、東京都を唯一の首都と解さない論者もいる。論争に登場する主要な立法及びその解釈について列記する。
1. 江戸ヲ称シテ東京ト為スノ詔書
  - 1868年（明治元年）、東京行幸に際して明治天皇が発した詔勅である「江戸ヲ称シテ東京ト為スノ詔書」には、「首都」の語はない。同義ではないが、元来、首都の意味を含有していた「京」を地名の語尾に付したことから、この詔書によって、東京を京都と並び首都とすることかつ（複都論）を定めたと解する立場[23]がある。
    - 江戸ヲ称シテ東京ト為スノ詔書（1868年9月3日（明治元年7月17日））

朕今万機ヲ親裁シ億兆ヲ綏撫ス江戸ハ東国第一ノ大鎭四方輻湊ノ地宜シク親臨以テ其政ヲ視ルヘシ因テ自今江戸ヲ称シテ東京トセン是朕ノ海内一家東西同視スル所以ナリ衆庶此意ヲ体セヨ
2. 帝都復興ニ関スル詔書
  - 1923年（大正12年）、大正天皇の摂政であった裕仁親王（のちの昭和天皇）が関東大震災の直後に発した詔勅である「帝都復興ニ関スル詔書」には、東京が首都であることを既定のこととして示す文言が記載されている[36]。
    - 帝都復興ニ関スル詔書（1923年（大正12年）9月12日）

…抑モ東京ハ帝国ノ首都ニシテ政治経済ノ枢軸トナリ国民文化ノ源泉トナリテ民衆一般ノ瞻仰スル所ナリ一朝不慮ノ災害ニ罹リテ今ヤ其ノ旧形ヲ留メスト雖依然トシテ我国都タル地位ヲ失ハス是ヲ以テ其ノ善後策ハ独リ旧態ヲ回復スルニ止マラス進ンテ将来ノ発展ヲ図リ以テ巷衢ノ面目ヲ新ニセサルヘカラス…
3. 東京都制
  - 1943年（昭和18年）に制定された「東京都制」（昭和18年法律第89号）は、太平洋戦争下における、いわゆる戦時法制の一つであり、その目的は「帝都たる東京に真の国家的性格に適応する体制を整備確立すること」、「帝都に於ける従来の府市併存の弊を解消し、帝都一般行政の、一元的にして強力な遂行を期すること」、「帝都行政の根本的刷新と高度の効率化を図ること」にあったといわれる[37]。この東京都制は、1947年（昭和22年）の地方自治法の施行に伴い廃止された[注釈 1]。現在、地方自治法において「都」制度は道府県制度と並び規定されているが、都制度の適用があるのは東京都を区域とする地方自治体に限定されるとは規定されていない。また、首都である自治体のみに適用されるという規定もなく、例えば大阪府に特別区を設置して都制度を適用することもあり得ることであり、実際に大阪府と大阪市を合併させた上で府の名称も「大阪都」に変更しようとする動きもある（大阪都構想）[38]。
4. 首都建設法
  - 1950年（昭和25年）には、東京都を日本の首都として新しく計画することが明確に定められた「首都建設法」が制定された。同法は、当時数多く制定された特別都市建設法の一つである。
    - 首都建設法（昭和25年法律第219号）

第一条 この法律は、東京都を新しく我が平和国家の首都として十分にその政治、経済、文化等についての機能を発揮し得るよう計画し、建設することを目的とする。
第十二条 東京都の区域により行う都市計画事業については、東京都が国の首都であることにかんがみて必要と認めるときは、建設省、運輸省その他その事業の内容である事項を主管する行政官庁がこれを執行することができる。（後略）
5. 首都圏整備法（現行法）
  - 首都圏整備法は、首都建設法を強化したもので、首都建設委員会が作成した衛星都市整備促進法案、工業整備法案を統合したものであった[39]。
    - 首都圏整備法（昭和31年法律第83号）

（定義）
第二条 この法律で「首都圏」とは、東京都の区域及び政令で定めるその周辺の地域を一体とした広域をいう。
附則
（首都建設法の廃止）
4 首都建設法（昭和二十五年法律第二百十九号）は、廃止する。
6. 首都圏整備法施行令（現行法）
  - 首都圏整備法を受け、「内閣は、首都圏整備法 （昭和三十一年法律第八十三号）の規定に基き、この政令を制定する。」として首都圏整備法施行令が制定されている。
    - 首都圏整備法施行令（昭和32年12月6日政令第333号）

（東京都の区域の周辺の地域）
第一条 首都圏整備法 （以下「法」という。）第二条第一項 の政令で定めるその周辺の地域は、埼玉県、千葉県、神奈川県、茨城県、栃木県、群馬県及び山梨県の区域とする。
7. 首都直下地震対策特別措置法（現行法）
  - 東京都を中心とした関東地方一帯で発生が予測されている首都直下地震に対する対策の推進を定めた法律。首都中枢機能の維持と、国民の生命、身体及び財産の保護を目的とする。
    - 首都直下地震対策特別措置法（平成25年11月29日法律第88号）

（定義）
第二条 この法律において「首都直下地震」とは、東京圏（東京都、埼玉県、千葉県及び神奈川県の区域並びに茨城県の区域のうち政令で定める区域をいう。次項において同じ。）及びその周辺の地域における地殻の境界又はその内部を震源とする大規模な地震をいう。
2 この法律において「首都中枢機能」とは、東京圏における政治、行政、経済等の中枢機能をいう。

## 天皇居住地の変遷
なお、首都機能を経済 ・交通の面で補完する第二首都とも言うべき副都（陪都）が設けられることもある（複都制）。例としては、難波宮が置かれていた地の天武天皇の難波京を始め、淳仁天皇の「北京」保良宮（滋賀県大津市、761年（天平宝字5年） - 764年（天平宝字8年））、称徳天皇の「西京」由義宮（大阪府八尾市、769年（神護景雲3年） - 770年（宝亀元年））が知られている。保良宮と由義宮は短命に終わったが、難波京は長岡京遷都まで副都の地位を保ち続けた。
平安時代末の福原京を首都とみなせるか否かについては近年議論がある。首都否定論の立場からは、『平家物語』などの文学作品に語られる「福原遷都」の実態については、平氏政権が和田（神戸市）方面への遷都を目的として福原に行宮を置いたに過ぎず、それによって平安京が従来の首都機能を失った様子も特に見られないことから、建前はどうあれ、福原は京都の機能を軍事・貿易面で補完する事実上の副都に留まった、とする主張がある。実際、福原への遷都宣言が出されたことはなく、行宮滞在中も行事は京都で行われている上、遷都計画が頓挫した後は、京都を首都とする方針が政権中枢にて決定されている。これに反し、福原には八省院や官衙の整備計画も持ち上がったが、結局実行されなかった（『玉葉』治承4年7月16日条・8月4日条・11日条・29日条）。
南北朝時代（1336年 - 1392年）は、「正平一統」（1351年 - 1352年）の短期間を除き平安京が北朝の都である。
日清戦争中の1894年（明治27年）9月15日から1895年（明治28年）5月30日には、広島県広島市に置かれた大本営（→広島大本営）において、明治天皇が直接戦争の指揮にあたった（広島大本営は翌1896年（明治29年）4月1日に解散）。1894年（明治27年）10月の第7回帝国議会は広島市で開催されている。立法・行政・軍の統括が東京から広島に移転していたことになり、この時期は広島が一時的に首都機能を担った。
太平洋戦争末期の1944年（昭和19年）には、皇居と大本営を長野県松代町（現長野市）に移転させる計画が陸軍により始められたが、敗戦により中止された（松代大本営）。

## 東京奠都
明治初年に京都から大坂のち江戸への遷都計画が立案されたが、公卿や保守派、京都の住民などから反対の声が挙がった。また戊辰戦争がいまだ継続されている中、維新直後の混乱した政情のもと、政府内外での各藩閥や派閥による意思決定過程に不満をもつ不平分子がこの課題を政治問題化し、とくに久留米や肥後の尊攘派や脱藩浮浪が一部公卿と結びつき（この動きは後に知られる佐賀の乱や神風連の乱など九州・山口を舞台とする士族反乱に発展する）、明治新政府による天皇行幸（東行）すら新政府中枢による政治の壟断として反論が噴出する状態であった。この経緯があり、天皇の東行は遷都として公表されるわけではなく、より慎重な表現と手続きにより実施されることとなった。
文部省が1941年（昭和16年）に発行した『維新史』では天皇のこの東行を遷都（せんと）ではなく「東京奠都（てんと）」と表現している。奠（てん）は「定める」「祭る」意味を表わしており、遷（せん）「移す」「移る」とは異なる意味を表現している。「奠都」については1895年に行われた「平安奠都千百年紀念祭」のように使用される言葉である。

## 大王宮・皇居所在地の変遷
以下の表について、古代については記紀の記述によるものであり、その実在や所在が考古学的に特定されていないものを含む。一般の遷都論においては第33代推古天皇の代以降から語られることが多い（通説）。
| 名称                     | 名称                     | 現在の地名                                                             | 在住期間        | 主な天皇          | 副都、その他 |
| ------------------------ | ------------------------ | ---------------------------------------------------------------------- | --------------- | ----------------- | --- |
| 軽島豊明宮               | 軽島豊明宮               | 奈良県橿原市大軽町                                                     | 390年 - 430年   | 応神天皇          | 難波大隅宮（大阪市東淀川区大隅） |
| 難波高津宮               | 難波高津宮               | 大阪府大阪市                                                           | 430年 - 456年   | 仁徳天皇          | |
| 泊瀬朝倉宮               | 泊瀬朝倉宮               | 奈良県桜井市                                                           | 456年 - 480年   | 雄略天皇          | |
| 磐余甕栗宮               | 磐余甕栗宮               | 奈良県桜井市                                                           | 480年 - 485年   | 清寧天皇          | |
| 近飛鳥八釣宮             | 近飛鳥八釣宮             | 奈良県明日香村                                                         | 485年 - 488年   | 顕宗天皇          | |
| 石上広高宮               | 石上広高宮               | 奈良県天理市                                                           | 488年 - 498年   | 仁賢天皇          | |
| 泊瀬列城宮               | 泊瀬列城宮               | 奈良県桜井市                                                           | 498年 - 507年   | 武烈天皇          | |
| 樟葉宮                   | 樟葉宮                   | 大阪府枚方市                                                           | 507年 - 511年   | 継体天皇          | |
| 筒城宮                   | 筒城宮                   | 京都府京田辺市                                                         | 511年 - 518年   | 継体天皇          | |
| 弟国宮                   | 弟国宮                   | 京都府長岡京市                                                         | 518年 - 526年   | 継体天皇          | |
| 磐余玉穂宮               | 磐余玉穂宮               | 奈良県桜井市                                                           | 526年 - 532年   | 継体天皇          | |
| 勾金橋宮                 | 勾金橋宮                 | 奈良県橿原市                                                           | 532年 - 535年   | 宣化天皇          | |
| 檜隈廬入野宮             | 檜隈廬入野宮             | 奈良県桜井市                                                           | 535年 - 540年   | 宣化天皇          | |
| 磯城島金刺宮             | 磯城島金刺宮             | 奈良県明日香村 奈良県桜井市 など諸説あり                               | 540年 - 572年   | 欽明天皇          | 橘の宮（橘寺） |
| 百済大井宮               | 百済大井宮               | 大阪府河内長野市 奈良県広陵町 大阪府富田林市 奈良県桜井市 など諸説あり | 572年 - 575年   | 敏達天皇          | |
| 訳語田幸玉宮             | 訳語田幸玉宮             | 奈良県桜井市                                                           | 575年 - 585年   | 敏達天皇          | |
| 磐余池辺雙槻宮           | 磐余池辺雙槻宮           | 奈良県磯城郡 奈良県桜井市 など諸説あり                                 | 585年 - 587年   | 用明天皇          | |
| 倉梯柴垣宮               | 倉梯柴垣宮               | 奈良県磯城郡 奈良県桜井市 など諸説あり                                 | 587年 - 593年   | 崇峻天皇          | |
| 豊浦宮                   | 豊浦宮                   | 奈良県明日香村                                                         | 593年 - 603年   | 推古天皇          | |
| 小墾田宮                 | 小墾田宮                 | 奈良県明日香村                                                         | 603年 - 630年   | 推古天皇          | 斑鳩宮 |
| 小墾田宮                 | 小墾田宮                 | 奈良県明日香村                                                         | 642年 - 643年   | 皇極天皇          | 斑鳩宮 |
| 飛鳥岡本宮               | 飛鳥岡本宮               | 奈良県明日香村                                                         | 630年 - 636年   | 舒明天皇          | 斑鳩宮 |
| 田中宮                   | 田中宮                   | 奈良県橿原市                                                           | 636年 - 640年   | 舒明天皇          | 斑鳩宮 |
| 百済宮                   | 百済宮                   | 奈良県広陵町 奈良県桜井市 など諸説あり                                 | 640年 - 642年   | 舒明天皇          | 斑鳩宮 |
| 飛鳥板蓋宮               | 飛鳥板蓋宮               | 奈良県明日香村                                                         | 643年 - 645年   | 皇極天皇          | 斑鳩宮 |
| 飛鳥板蓋宮               | 飛鳥板蓋宮               | 奈良県明日香村                                                         | 655年           | 斉明天皇          | 難波長柄豊碕宮 |
| 難波宮（難波長柄豊碕宮） | 難波宮（難波長柄豊碕宮） | 大阪府大阪市                                                           | 645年 - 655年   | 孝徳天皇          | |
| 難波宮（難波長柄豊碕宮） | 難波宮（難波長柄豊碕宮） | 大阪府大阪市                                                           | 661年 - 667年   | 斉明天皇          | |
| 飛鳥川原宮               | 飛鳥川原宮               | 奈良県明日香村                                                         | 655年 - 656年   | 斉明天皇          | 難波長柄豊碕宮 |
| 後飛鳥岡本宮             | 後飛鳥岡本宮             | 奈良県明日香村                                                         | 656年 - 661年   | 斉明天皇          | 難波長柄豊碕宮 |
| 朝倉橘広庭宮             | 朝倉橘広庭宮             | 福岡県朝倉市 高知県高知市朝倉丙 （朝倉神社）                           | 661年           | 斉明天皇          | 難波長柄豊碕宮 |
| 近江大津宮               | 近江大津宮               | 滋賀県大津市                                                           | 667年 - 672年   | 天智天皇 弘文天皇 | 難波長柄豊碕宮 |
| 飛鳥浄御原宮             | 飛鳥浄御原宮             | 奈良県明日香村                                                         | 672年 - 694年   | 天武天皇          | 難波長柄豊碕宮 |
| 飛鳥浄御原宮             | 飛鳥浄御原宮             | 奈良県明日香村                                                         | 672年 - 694年   | 持統天皇          | 難波長柄豊碕宮 |
| 藤原京                   | 藤原京                   | 奈良県橿原市                                                           | 694年 - 710年   | 文武天皇          | |
| 藤原京                   | 藤原京                   | 奈良県橿原市                                                           | 694年 - 710年   | 元明天皇          | |
| 平城京                   | 平城京                   | 奈良県奈良市                                                           | 710年 - 740年   | 難波京            | |
| 平城京                   | 平城京                   | 奈良県奈良市                                                           | 745年 - 784年   | 聖武天皇          | 難波京 保良宮 由義宮 |
| 恭仁京                   | 恭仁京                   | 京都府木津川市                                                         | 740年 - 743年   | 聖武天皇          | 難波京 |
| 紫香楽宮                 | 紫香楽宮                 | 滋賀県甲賀市                                                           | 743年 - 744年   | 聖武天皇          | 難波京 |
| 難波京                   | 難波京                   | 大阪府大阪市                                                           | 744年 - 745年   | 聖武天皇          | |
| 長岡京                   | 長岡京                   | 京都府向日市 京都府長岡京市 京都府京都市                               | 784年 - 794年   | 桓武天皇          | |
| 平安京                   | 平安京                   | 京都府京都市                                                           | 794年 - 1180年  | 桓武天皇          | |
| 平安京                   | 平安京                   | 京都府京都市                                                           | 1180年 - 1869年 | 安徳天皇          | |
| 福原京                   | 福原京                   | 兵庫県神戸市                                                           | 1180年          | 安徳天皇          | 平安京 |
| 南朝                     | 吉野行宮                 | 奈良県吉野町                                                           | 1336年 - 1348年 | 後醍醐天皇        | |
| 南朝                     | 吉野行宮                 | 奈良県吉野町                                                           | 1373年          | 長慶天皇          | |
| 南朝                     | 賀名生行宮               | 奈良県五條市                                                           | 1336年          | 後醍醐天皇        | |
| 南朝                     | 賀名生行宮               | 奈良県五條市                                                           | 1348年 - 1351年 | 後村上天皇        | |
| 南朝                     | 賀名生行宮               | 奈良県五條市                                                           | 1352年 - 1354年 | 後村上天皇        | |
| 南朝                     | 賀名生行宮               | 奈良県五條市                                                           | 1373年 - 1392年 | 長慶天皇          | |
| 南朝                     | 天野行宮                 | 大阪府河内長野市 （金剛寺）                                            | 1354年 - 1359年 | 後村上天皇        | |
| 南朝                     | 住吉行宮                 | 大阪府大阪市                                                           | 1360年 - 1373年 | 後村上天皇        | |
| 東京府 → 東京都          | 東京府 → 東京都          | ー                                                                     | 1869年 - 現在   | 明治天皇          | 首都建設法廃止後は首都に言及する法令は無い。 首都は東京都であることは広く受け入れられているとする政府見解がある。 一方で京都を首都と解する立場がある（東京奠都は首都を東京に遷すものではないとの解釈）。 |